# Rovás (számvitel)
A rovás rovott, de csak számokat jelentő jelekkel ellátott bot vagy deszka neve. A számvitel régies eszköze. A honfoglaló magyarok már használtak számrovást, amely általánosabb használat után legtovább a pásztoroknál maradt meg. A rovás nem azonos a rovásírással, ugyanakkor a számrovás talán még a betűrovásnál is régebbi keletű.

## Etimológia
A számok rovásának hagyományát néhány ma is élő magyar kifejezés is őrzi: pl. büntetések feljegyzése őrizte a múlt bűneit azaz  rovott múltúak az olyanok, akiknek a rovás pálcáján már sok a rovás. Ha rossz magaviseletű a tanuló, akkor rovót kap, azaz megrovásban részesül, stb.

## Pásztorok elszámolási rendszere

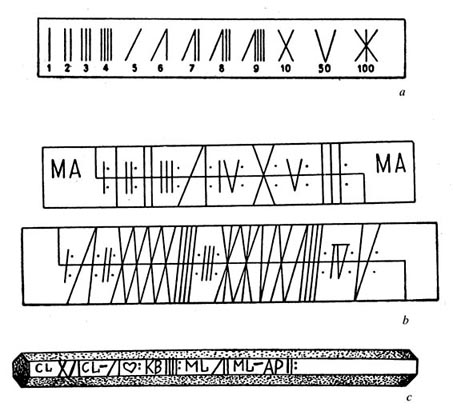
Pásztor rovások:
a) rovásszámok;
b) kisrovások;
c) nagyrovások (1920-as évek)
A gulyások az első világháborúig rovást készítettek, a megőrzésre átvett jószág számát rováspálcán rögzítették. A négyszögletesre faragott botocska oldalain bicskával metszették be a rovásjeleket. Tüzes árral égetett pontokkal jelölték rajta, hány esztendős a tinók egy-egy csoportja

A legkorábbi rovás jel az ősi pásztorok botján jelent meg, a rovások  a pásztor botjának fogantyújától lefelé, az értelmezésük pedig éppen ezért alulról fölfelé történt. Mikor a pásztoremberek elszegődtek, rovást csináltak az őrzendő állatok  gazdájával, a rovás egyik része a gazdánál maradt, a másik része a pásztorhoz került. A rovásos pálcákra azután a szerződéssel szentesített üzleti kapcsolatuk elszámolásakor volt szükségük. A páros rovás két, hosszában pontosan egymáshoz illeszkedő darabból állt és  a rovásokat összeillesztett állapotban rótták rá, majd egyik fele a gazdánál, másik fele a pásztornál maradt, azaz az egyik fél bot rovásos másolatként a nyugta szerepét töltötte be.
October Hónap végén 16 darab fátskákra mettzett fenyegetődző tsúfos szavakat vetettek a Város ablakába; mellyek magyarázattya ideadnectáltatván, ezeknek megvisgálására el rémül az ember, hogy ezeknek Istentelen kigondolója és kifaragója azt a sok ezer Lelkekből álló hasznos közönséget, melly őtet mindennapi kenyerével élteti, Városon és pusztákon való gyújtogatással, végső pusztulásra juttatni Istentelenül szándékozik…
Régen a pusztai pásztorok munkáját segítették a juhtej méréséhez használt rováspálcák illetve tejrovások
Mielőtt a tanyára indult volna a gulyás, 1907-ig szokás volt az, hogy még a téli szálláson a pásztor elkészítette a rovást (rovás pálcát). A rovást kecskerágitóból, hársból vagy fűzfából készítették, a pálca négyszögletes volt, a lapja 2 cm széles, a vastagsága pedig 1 cm. Erre a 2 cm széles lapra bizsókkal metszette bele a jószág darabszámát, mégpedig úgy, hogy bordaszerűen állt ki a darab a lapból. Melléje tüzes ár szúrásával 1-2 stb. pontot égetett, amely azt jelezte, hogy az a darabjószág hány füves, azaz hány esztendős. A kihajtás előtt készen volt a rovás-pálca. Ilyennel adta át egyik gulyás a másiknak a jószágot. Ez aztán a világháború után teljesen kiment a szokásból.

## Székely fajegyek és elszámolási jegyek

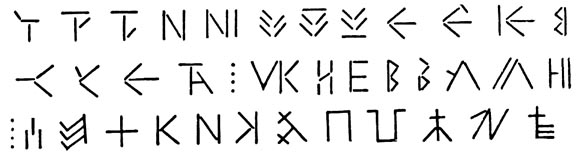
Székely fajegyek

A fajegy a tulajdonjegy egyik válfaja, amelyet főleg a székelyek az irtásra kiszemelt erdőben levő fenyőfák szálainak törzsére ráróttak. Ezzel a rovás jelzéssel a megjegyzett fák a közösből magántulajdonba kerültek. Gyergyóban rönkjegy, Háromszékben tönkjegy volt a neve. A fajegy használatáról fellelt és a 16. századig visszavezethető adatok szerint a székelyek családi fajegyeiket a leszármazottaik részére továbbadták, akik azt kicsiny megkülönböztető jellel ellátva továbbra is alkalmazták. Háztartási eszközeiken és helyenként a temetőkben, a sírokon még a latin írásjegyeket is pótolják. A fajegynek a székely rovásírással vagy a fennmaradt jegyekkel való kapcsolata csak feltételezés; eredetük kérdése még tisztázatlan.
Elszámolási jegyet a bérmunkában fakitermelést végző székely favágók róttak az általuk kivágott fatörzsekre és a munkavezető a járandóságuk kifizetését az elszámolási jegy alapján végezte. A favágó munkások a fatörzsek  bütüjébe is vágtak minőség jegyeket is az értékesítendő fa osztályozása alkalmával. A megjelölés történhetett égetéssel és festéssel.